# Arrondissement Borgworm
Het arrondissement Borgworm is een van de vier arrondissementen van de Belgische provincie Luik. Het arrondissement heeft een oppervlakte van 389,86 km² en telde 84.132 inwoners op 1 januari 2025.
Het arrondissement is enkel een bestuurlijk arrondissement. Gerechtelijk behoren de gemeenten Braives, Hannuit, Lincent, Saint-Georges-sur-Meuse en Wasseiges tot het gerechtelijk arrondissement Hoei. De andere gemeenten behoren tot het gerechtelijk arrondissement Luik.

## Geschiedenis
Het arrondissement Borgworm ontstond in 1821 door het samenvoegen van de kantons Avennes en Landen uit het arrondissement Hoei met het kanton Borgworm uit het arrondissement Luik.
Bij de definitieve vaststelling van de taalgrens in 1963 werd de toenmalige gemeenten Attenhoven, Eliksem, Laar, Landen, Neerhespen, Neerlanden, Neerwinden, Overhespen, Overwinden, Rumsdorp, Waasmont, Walsbets, Walshoutem, Wange en Wezeren afgestaan aan het arrondissement Leuven. Van het arrondissement Hasselt werd Corswarem aangehecht samen met een gebiedsdeel van Montenaken en van het arrondissement Tongeren werd de gemeente Wouteringen aangehecht.
In 1965 werden de toenmalige opgeheven gemeenten Roloux en Voroux-Goreux aangehecht van het arrondissement Luik.
In 1971 werden de toenmalige opgeheven gemeenten Borlez en Les Waleffes aangehecht van het arrondissement Hoei.
In 1977 werd de toenmalige opgeheven gemeente Aineffe aangehecht van het arrondissement Hoei en werden gebiedsdelen uitgewisseld met het arrondissement Luik.

## Gemeenten en deelgemeenten
Gemeenten:
| - Berloz (Berlo) - Borgworm (Waremme) (stad) - Braives - Crisnée (Gerstenhoven) - Donceel - Faimes - Fexhe-le-Haut-Clocher |

| - Geer - Hannuit (Hannut) (stad) - Lijsem (Lincent) - Oerle (Oreye) - Remicourt - Saint-Georges-sur-Meuse - Wasseiges |

Deelgemeenten:
| - Abolens - Acosse - Aineffe - Ambresin - Avennes - Avernas-le-Bauduin - Avin - Bergilers (Belliek) - Berloz (Berlo) - Bertrée - Bettenhoven (Bettincourt) - Blehen - Bleret - Boëlhe - Borgworm (Waremme) - Borlez - Bovenistier - Braives - Celles - Ciplet - Corswarem (Korsworm) - Cras-Avernas - Crehen - Crisnée (Gerstenhoven) - Darion - Donceel - Fallais |

| - Fexhe-le-Haut-Clocher - Fize-le-Marsal - Freloux - Fumal - Geer - Grand-Axhe - Grand-Hallet - Grandville (Nederliek) - Haneffe - Hannuit (Hannut) - Hodeige - Hollogne-sur-Geer - Jeneffe - Kemexhe - Lamine - Lantremange - Latinne - Lens-Saint-Remy - Lens-Saint-Servais - Lens-sur-Geer (Lens aan de Jeker) - Les Waleffes - Liek (Oleye) - Ligney - Lijsem (Lincent) - Limont - Meeffe - Merdorp |

| - Momalle - Moxhe - Noville - Odeur (Elderen) - Oerle (Oreye) - Omal - Pellen (Pellaines) - Petit-Hallet - Poucet - Pousset - Raatshoven (Racour) - Remicourt - Roloux - Roost-Krenwik (Rosoux-Crenwick) - Saint-Georges-sur-Meuse - Thisnes - Thys - Tourinne - Truielingen (Trognée) - Viemme - Ville-en-Hesbaye - Villers-le-Peuplier - Voroux-Goreux - Wansin - Wasseiges - Wouteringen (Otrange) |

## Demografische evolutie
- Bron:NIS - Opm:1830 t/m 1980=volkstellingen; vanaf 1990= inwoneraantal per 1 januari
- De plotse terugval van het aantal inwoners in de periode 1961-1970 is het gevolg van de overheveling van een aantal toenmalige gemeenten van het arrondissement Borgworm naar het arrondissement Leuven bij het vastleggen van de taalgrens in 1963 (o.a. Landen).

| Inwoners van jaar tot jaar op 1 januari 1992 tot heden | Inwoners van jaar tot jaar op 1 januari 1992 tot heden | Inwoners van jaar tot jaar op 1 januari 1992 tot heden |
| Jaar                                                   | Aantal                                                 | Evolutie: 1992=index 100                               |
| ------------------------------------------------------ | ------------------------------------------------------ | ------------------------------------------------------ |
| 1992                                                   | 63.760                                                 | 100,0                                                  |
| 1993                                                   | 64.360                                                 | 100,9                                                  |
| 1994                                                   | 64.746                                                 | 101,5                                                  |
| 1995                                                   | 65.231                                                 | 102,3                                                  |
| 1996                                                   | 65.774                                                 | 103,2                                                  |
| 1997                                                   | 66.224                                                 | 103,9                                                  |
| 1998                                                   | 66.827                                                 | 104,8                                                  |
| 1999                                                   | 67.631                                                 | 106,1                                                  |
| 2000                                                   | 68.198                                                 | 107,0                                                  |
| 2001                                                   | 68.767                                                 | 107,9                                                  |
| 2002                                                   | 69.380                                                 | 108,8                                                  |
| 2003                                                   | 69.759                                                 | 109,4                                                  |
| 2004                                                   | 70.497                                                 | 110,6                                                  |
| 2005                                                   | 71.350                                                 | 111,9                                                  |
| 2006                                                   | 72.267                                                 | 113,3                                                  |
| 2007                                                   | 73.106                                                 | 114,7                                                  |
| 2008                                                   | 73.913                                                 | 115,9                                                  |
| 2009                                                   | 74.831                                                 | 117,4                                                  |
| 2010                                                   | 75.588                                                 | 118,6                                                  |
| 2011                                                   | 76.558                                                 | 120,1                                                  |
| 2012                                                   | 77.264                                                 | 121,2                                                  |
| 2013                                                   | 77.988                                                 | 122,3                                                  |
| 2014                                                   | 78.353                                                 | 122,9                                                  |
| 2015                                                   | 78.851                                                 | 123,7                                                  |
| 2016                                                   | 79.444                                                 | 124,6                                                  |
| 2017                                                   | 80.181                                                 | 125,8                                                  |
| 2018                                                   | 80.902                                                 | 126,9                                                  |
| 2019                                                   | 81.389                                                 | 127,6                                                  |
| 2020                                                   | 81.889                                                 | 128,4                                                  |
| 2021                                                   | 82.289                                                 | 129,1                                                  |
| 2022                                                   | 83.012                                                 | 130,2                                                  |
| 2023                                                   | 83.829                                                 | 131,5                                                  |
| 2024                                                   | 84.071                                                 | 131,9                                                  |
| 2025                                                   | 84.132                                                 | 132,0                                                  |

Aalst · Aarlen · Aat · Antwerpen · Bastenaken · Bergen · Borgworm · Brugge · Brussel-Hoofdstad · Charleroi · Dendermonde · Diksmuide · Dinant · Doornik-Moeskroen · Eeklo · Gent · Halle-Vilvoorde · Hasselt · Hoei · Ieper · Kortrijk · La Louvière · Leuven · Luik · Maaseik · Marche-en-Famenne · Mechelen · Namen · Neufchâteau · Nijvel · Oostende · Oudenaarde · Philippeville · Roeselare · Sint-Niklaas · Thuin · Tielt · Tongeren · Turnhout · Verviers · Veurne · Virton · Zinnik
Landen:  België ·  Duitsland ·  Nederland

NUTS 2-regio's: Limburg (BE) · Limburg (NL) (deels) · Luik (deels) · Regierungsbezirk Keulen (deels)

NUTS 3-regio's: Stedenregio Aken · Arrondissement Borgworm · Duitstalige Gemeenschap · Kreis Düren · Kreis Euskirchen · Arrondissement Hasselt · Kreis Heinsberg · Arrondissement Hoei · Arrondissement Luik · Arrondissement Maaseik · Midden-Limburg · Arrondissement Tongeren · Arrondissement Verviers · Zuid-Limburg